# Perry Como
Pour les articles homonymes, voir Como.
Perry Como, de son vrai nom Pierino Ronald Como, né le 18 mai 1912 à Canonsburg, en Pennsylvanie, et mort le 12 mai 2001 à Jupiter Inlet Colony, en Floride, est un chanteur, un acteur et un animateur de télévision américain.

## Biographie

### Jeunesse
Perry Como naît le 18 mai 1912 à Canonsburg, en Pennsylvanie. Son nom de baptême est à l'origine « Pierino Petrum » mais ce dernier est anglicisé en « Perry Ronald Como ». Il est le septième d'une fratrie de dix enfants, dont trois meurent en bas âge, et le premier à être né aux États-Unis. Ses parents, Pietro Como (1877-1945) et Lucia Travaglini (1883-1961), sont des immigrants originaires de Palena en Italie. Le jeune Perry n'apprend l'anglais qu'en intégrant l'école, à l'âge de six ans. 
Sa famille possède un orgue d'occasion que son père a acheté pour trois dollars ; dès que Como apprend à marcher, il a pour habitude de se diriger vers l'instrument, de pomper le soufflet et de jouer de la musique. Son père, ouvrier et baryton amateur, offre des cours de musique à tous ses enfants malgré une situation financière très fragile. Dans une interview de 1957, Lucia, la mère de Como, déclare que Perry commence très tôt à travailler pour suivre des cours de musique supplémentaires et qu'il apprend à jouer de nombreux instruments différents, mais sans jamais recevoir aucun cours de chant. Durant son adolescence, il se fait connaître comme guitariste et chanteur pour des mariages. Il est également membre du Canonsburg Italian Band sous la direction du chef d'orchestre Stan Vinton, père du chanteur Bobby Vinton et client régulier du salon de coiffure de Como,.
Pour venir en aide au foyer, Como commence à travailler à l'âge de 10 ans, avant et après l'école, dans le salon de coiffure de Steve Fragapane pour 50 cents par semaine. À 13 ans, il gère en autonomie son propre siège dans le salon de Fragapane même s'il doit se tenir debout sur une boîte pour s'occuper de ses clients,,. C'est à cette époque que Como perd une semaine de salaire en jouant aux dés. Rongé par la honte, il s'enferme dans sa chambre et n'en sort que lorsque la faim prend le dessus. Il raconte à son père ce qui est arrivé à l'argent destiné à la famille, ce à quoi ce dernier lui rétorque qu'il a le droit à l'erreur et que lui-même espère que son fils ne commettra plus jamais rien de pire. Aux 14 ans de Como, son père doit cesser le travail en raison de problèmes cardiaques et Como et ses frères deviennent alors les soutiens financiers de la famille.
En dépit de ses talents musicaux, l'ambition première de Como est de devenir le meilleur barbier de Canonsburg. En s'entraînant avec son père, il parvient à maîtriser suffisamment de techniques de coiffure pour ouvrir son propre salon à l'âge de 14 ans,. L'un des clients réguliers de Como possède un café grec comprenant un espace réservé à la coiffure, il demande à Como s'il aimerait prendre en charge cette partie de son établissement. Como accepte mais la charge de travail est telle qu'il doit embaucher deux garçons coiffeurs pour l'aider. Sa clientèle est principalement constituée de travailleurs des aciéries voisines. Bien rémunérés, ces derniers n'hésitent pas à dépenser un peu de leur argent pour prendre soin de leur personne et aiment beaucoup les chansons fredonnées par Como. Quand l'un de ses clients doit se faire beau pour un mariage, le marié et ses garçons d'honneur profitent de tous les services offerts par Como et ses assistants, à savoir Como interprétant des chansons romantiques tout en s'occupant du marié et ses deux employés se consacrant au reste du groupe. Enfin, pendant les préparatifs de la cérémonie, les amis et les parents de l'époux rendent visite à Como dans son salon pour lui offrir des cadeaux ou de l'argent. La réputation de Como en tant que « barbier de mariage » au sein de la communauté grecque devient si forte que ses services sont demandés jusqu'à Pittsburgh et même dans tout l'Ohio.

### Chanteur à succès

#### Débuts auprès de Freddy Carlone et Ted Weems
En 1932, Como quitte Canonsburg pour s'installer à Meadville, en Pennsylvanie, où son oncle détient un salon de coiffure. Située à une centaine de kilomètres au nord de Canonsburg et à environ 130 km de Cleveland, cette localité est une étape populaire sur l'itinéraire des orchestres de danse de la vallée de l'Ohio. Un jour que Como, sa petite amie Roselle et leurs amis sont de passage à Cleveland, ils se rendent à la Silver Slipper Ballroom, une salle de spectacle où se produisent Freddy Carlone et son orchestre. Au cours de la soirée, Carlone invite tous ceux qui pensent savoir chanter à venir partager la scène avec son groupe. Bien que terrifié, Como est encouragé et poussé sur l'estrade par ses amis. Sa performance impressionne tellement Carlone que celui-ci lui propose immédiatement de l'embaucher.
Ne sachant pas s'il doit accepter l'offre de Carlone, Como retourne à Canonsburg afin d'en discuter avec son père qui, pense-t-il, lui conseillera de garder son salon de coiffure. À sa grande surprise, celui-ci encourage son fils à tenter l'aventure, affirmant qu'il s'agit peut-être là de son unique chance de percer en tant que chanteur professionnel. Le choix de Como comporte un aspect financier non négligeable car son salaire en tant que coiffeur est de 125 $ par semaine alors que la rémunération hebdomadaire promise par Carlone n'est que de 28 $. Cela n'étant pas suffisant pour subvenir aux besoins de son couple, Roselle doit renoncer à accompagner son fiancé et le groupe dans leurs déplacements. Peu après avoir épousé Roselle à Meadville le 31 juillet 1933, Como rejoint l'orchestre de Freddy Carlone avec lequel il commence à se produire en tant que chanteur. Roselle retourne quant à elle à Canonsburg et les deux époux ne se revoient que 18 mois plus tard. Au sujet de l'expérience de Como avec Carlone et son groupe, le magazine Billboard écrit :

« Il apprit avec enthousiasme les bases de sa nouvelle profession : se tenir droit, être détendu devant une foule, élargir rapidement son répertoire avec de nouveaux airs tirés de partitions, s'adapter aux horaires tardifs de l'industrie musicale et, surtout, plaire aux clients qui se pressaient autour du kiosque à musique de Carlone. »

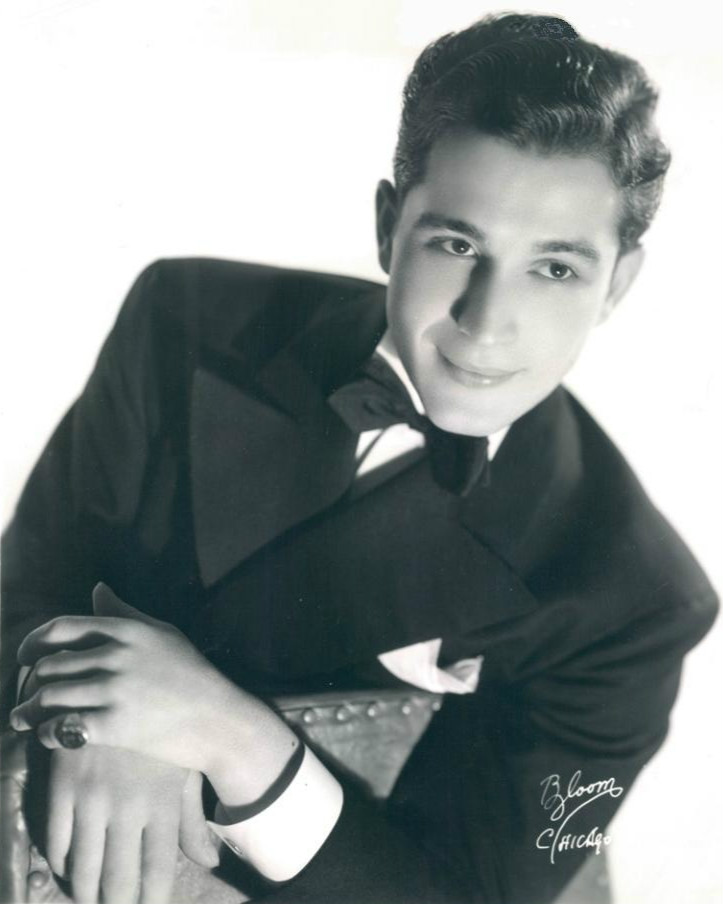
Perry Como, alors membre du Ted Weems Orchestra, en 1939.

Trois ans après ses débuts au sein de l'orchestre de Carlone, Como est engagé au sein du Ted Weems Orchestra. Como et Weems se sont rencontrés en 1936 alors que Carlone et sa formation se produisent à Warren, dans l'Ohio. Como refuse dans un premier temps de rejoindre l'orchestre de Weems et c'est Carlone lui-même qui, dans un geste désintéressé, le convainc de signer avec Weems. Remplaçant Art Jarrett qui vient de quitter le Ted Weems Orchestra pour fonder son propre groupe, Como est payé 50 $ par semaine et bénéficie pour la première fois d'une exposition à l'échelle nationale. L'orchestre de Weems, basé à Chicago, participe régulièrement aux émissions The Jack Benny Program et Fibber McGee and Molly et dispose également de sa propre émission de radio hebdomadaire diffusée sur Mutual Broadcasting System entre 1940 et 1941.
Avec l'aide de Weems, Perry Como commence à se forger son propre style. La radio WGN de Chicago, affiliée à Mutual, menace toutefois de stopper la diffusion des programmes de Weems si son nouveau chanteur ne fait pas de rapides progrès. Weems ayant conservé les enregistrements de certaines de ses précédentes émissions, lui et Como se retrouvent un soir pour les écouter et constater, à la grande stupeur de Como, que personne n'est en mesure de comprendre ce qu'il chante. Weems dit alors à Como qu'il n'a pas besoin de recourir à des artifices vocaux et que tout ce qu'il doit faire est de chanter avec la plus grande sincérité possible,. 
Le premier enregistrement de Como avec l'orchestre de Ted Weems est un morceau original intitulé You Can't Pull the Wool Over My Eyes sous le label Decca Records en mai 1936. Durant l'une des toutes premières sessions d'enregistrement de Como avec l'orchestre de Weems, ce dernier se voit demander de se séparer de Como au motif que le style de « ce gamin » est trop proche de celui de Bing Crosby, également en contrat avec Decca ; avant même que Como ne puisse répondre, Weems fait savoir que la participation de Como à la session est non négociable. Un an après les débuts de Como avec Weems, une publicité de 1937 du magazine Life pour le programme Fibber McGee and Molly de NBC Radio affirme que « sa voix de crooner provoque des palpitations cardiaques ». De 1940 à 1941, le Ted Weems Orchestra participe à l'émission de radio hebdomadaire Beat the Band, dont le principe consiste pour les musiciens de l'orchestre à répondre à des questions soumises par les auditeurs. 

#### Chez RCA Victor

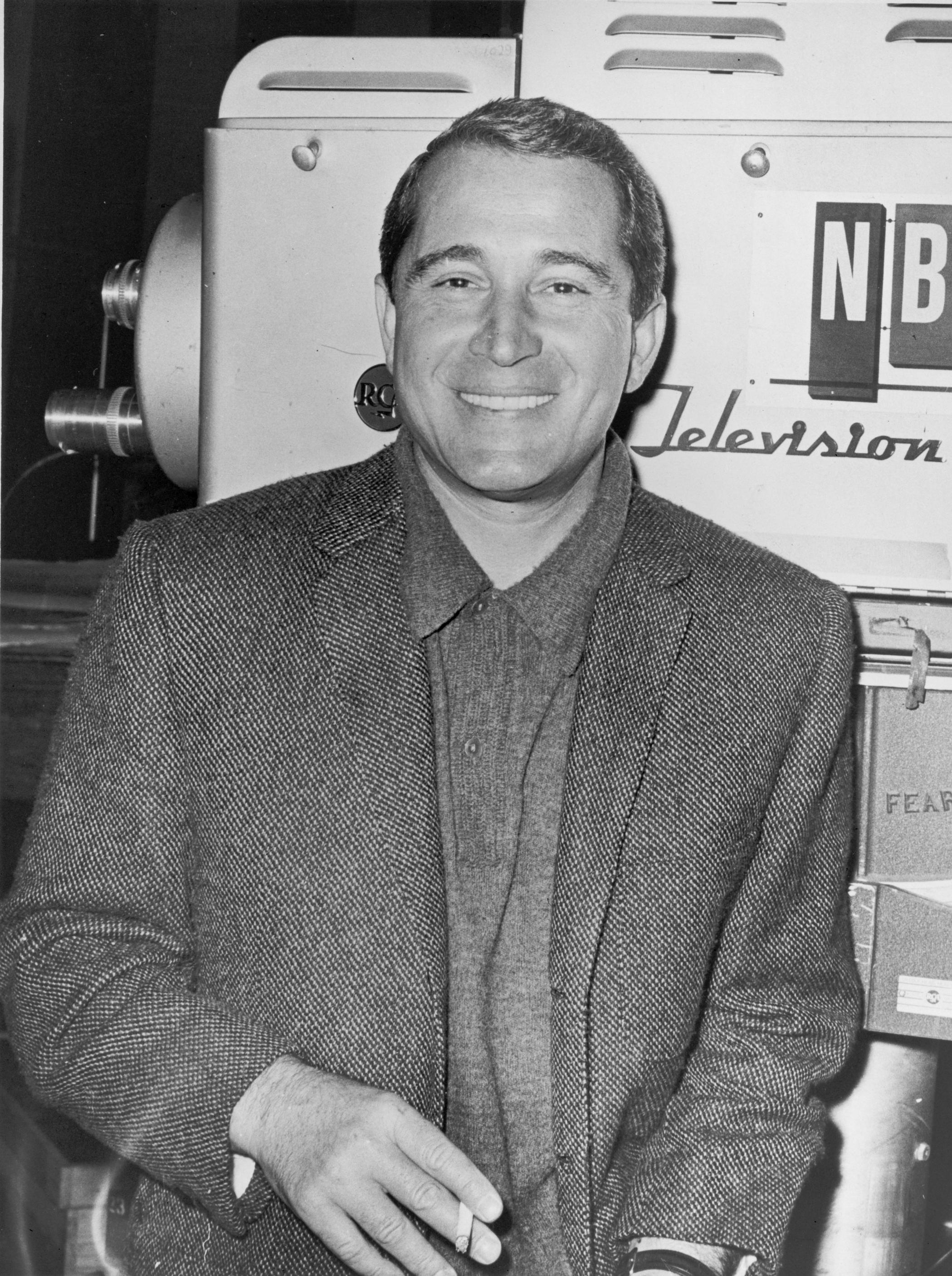
Perry Como en 1961.

Sa carrière solo débute en 1943 sous le label RCA Victor. Sa femme Roselle Belline meurt en 1998 après soixante-cinq années de mariage.
Il déclare s'être notamment inspiré de Bing Crosby pour son style de chant. Il fait partie de cette génération de grands chanteurs américains d'origine italienne, au même titre que Frank Sinatra, Frankie Laine, Tony Bennett ou Dean Martin.
Entre 1944 et 1958, quarante-huit de ses chansons se classent dans les meilleures ventes et onze d’entre-elles atteignent la première place du Billboard :
- Till The End Of Time (1945) ;
- Prisoner of Love (1946) ;
- Surrender(1946) ;
- Chi-Baba, Chi-Baba (1947) ;
- Some Enchanted Evening (1949) ;
- If (1951) ;
- Don't Let The Stars Get In Your Eyes (1952) ;
- Wanted (1954) ;
- Hot Diggity (Dog Ziggity Boom) (1956) ;
- Round And Round (1957) ;
- Catch a Falling Star (1957) (le plus gros succès discographique de sa carrière).

On lui doit aussi Papa loves mambo (1954), Juke-box Baby (1956), Magic Moments (#1 en Grande-Bretagne en 1958), It's Impossible (1970) et And I love You So (1973), devenu au fil des années un standard américain.

### À la télévision et à la radio
Parallèlement à sa carrière de chanteur, il anime entre 1950 et 1994[réf. nécessaire] de nombreux shows à la télévision américaine :
- The Perry Como Chesterfield Show (1950–1955).
- The Perry Como Show (1955–1959, pour lequel il reçoit 5 Emmy Award).
- Perry Como's Kraft Music Hall (1959–1967)

Dans le cadre de son show Perry Como's Kraft Music Hall, il a contribué au lancement de la bossa nova aux États-Unis en invitant en 1961 Caterina Valente et en 1962 Charlie Byrd et Stan Getz.
Il présente ensuite une série d'émissions spéciales enregistrées et diffusées dans le monde entier.
À partir de 1989 et jusqu'à sa mort en 2001, il anime une émission radiophonique hebdomadaire intitulée Weekend With Perry.
Perry Como meurt dans son sommeil le 12 mai 2001 dans sa résidence de Jupiter Inlet Colony, en Floride, six jours avant son 89e anniversaire. Ses funérailles se déroulent en l'église catholique St. Edwards de Palm Beach, en Floride. Lui et son épouse Roselle sont inhumés au Riverside Memorial Park de Tequesta, dans le comté de Palm Beach.

## Discographie

### Albums studio
- Perry Como Sings Merry Christmas Music (1946)
- A Sentimental Date With Perry (1949)
- TV Favorites (1952)
- Hits from Broadway Shows (1953)
- Around the Christmas Tree (1953)
- I Believe ~ Songs of All Faiths Sung by Perry Como (1953)
- So Smooth (1955)
- We Get Letters (1957)
- Saturday Night with Mr. C (1958)
- When You Come to the End of the Day (1958)
- Como Swings (1959)
- Seasons Greetings from Perry Como (1959)
- For The Young At Heart (1961)
- Sing to Me Mr. C (1961)
- By Request (1962)
- The Best of Irving Berlin's Songs from Mr. President (1962)
- The Songs I Love (1963)
- The Scene Changes (1965)
- Lightly Latin (1966)
- Perry Como In Italy (1966)
- The Perry Como Christmas Album (1968)
- Look to Your Heart (1968)
- Seattle (1969)
- It's Impossible (1970)
- I Think of You (1971)
- And I Love You So (1973)
- Perry (1974)
- Just Out of Reach (1975)
- The Best of British (1977)
- Where You're Concerned (1978)
- Perry Como (1980)
- So It Goes / Goodbye for Now (1983)
- Today (1987)

### Quelques morceaux célèbres par leur interprétation de Perry Como
- Round And Round
- Hot Diggity
- Catch A Falling Star (repris en 1964 par Françoise Hardy)
- Papa Loves Mambo (utilisée pour la bande originale et dans le film Ocean's Eleven ainsi que dans le jeu vidéo Bioshock)
- No Other Love
- Magic Moments (N°1 GB en février 1958, présent dans le film, Las Vegas Parano de Terry Gilliam)
- Till The End Of Time (N°1 US en septembre-octobre-novembre 1945)
- Don't Let The Stars Get In Your Eyes (N°1 US en janvier et N°1 GB en février 1953)
- Dream On Little Dreamer
- It's Impossible
- Christmas Dream (que l'on peut entendre au début du film, Le Dossier Odessa)
- I believe
- Try to remember
- Prisoner Of Love (N°1 US en mai 1946)
- Chi-Baba, Chi-Baba (My Bambino Go to Sleep) (en) (N°1 US en juillet 1947)
- Some Enchanted Evening (N°1 US en août 1949)
- If (They Made Me a King) (en) (N°1 US en mars 1951)
- Wanted (en) (N°1 US en avril-mai 1954)

## Filmographie
- 1944 : Quand l’amour manœuvre (Something for the Boys) de Lewis Seiler
- 1945 : Doll Face de Lewis Seiler